# فرودگاه بوار
فرودگاه بوار (به انگلیسی: Bouar Airport) یک فرودگاه همگانی با کد یاتا BOP است که یک باند فرود آسفالت دارد و طول باند آن ۱۹۵۶ متر است. این فرودگاه در شهر بوار، آفریقای مرکزی کشور جمهوری آفریقای مرکزی قرار دارد و در ارتفاع ۱۰۲۴ متری از سطح دریا واقع شده‌است.